# Campneuseville
Campneuseville település Franciaországban, Seine-Maritime megyében. Lakosainak száma 443 fő (2022. január 1.). Campneuseville Hodeng-au-Bosc, Nesle-Normandeuse, Pierrecourt, Réalcamp, Saint-Martin-au-Bosc és Vieux-Rouen-sur-Bresle községekkel határos.

## Népesség
A település népességének változása:
| Lakosok száma | 475  | 478  | 492  | 476  | 477  | 475  | 465  | 454  | 443  |
|               | 2013 | 2015 | 2016 | 2017 | 2018 | 2019 | 2020 | 2021 | 2022 |